# Joseph de Pierre
Pour les articles homonymes, voir Pierre.
Joseph de Pierre est un homme politique français né le 31 mars 1808 à Sermentizon (Puy-de-Dôme) et décédé le 19 avril 1885 à Bort l'étang (Puy-de-Dôme).
Propriétaire terrien, il est député du Puy-de-Dôme de 1852 à 1863, siégeant dans la majorité soutenant le Second Empire.

## Sources
- « Joseph de Pierre », dans Adolphe Robert et Gaston Cougny, Dictionnaire des parlementaires français, Edgar Bourloton, 1889-1891 [détail de l’édition]